# آیریس بری
آیریس بری روزنامه‌نگار، نویسنده و منتقد فیلم فرانسوی است که در بازنمایی جنسیتی و جنسیت در سینما و سریال‌های تلویزیونی تخصص دارد و در کنفرانس‌ها و همایش‌هایی در فرانسه سخنرانی می‌کند.

## زندگی‌نامه
او که در سال ۱۹۸۴ در پاریس از پدری محقق آمریکایی و مادری معلم فرانسوی متولد شد، یونان باستان و سینما را در ایالات متحده آموخت و در مطالعات جنسیت تخصص داشت. او دکترای تئوری فیلم را در دانشگاه نیویورک (NYU) با موضوع بازنمایی مادران بی بند و بار در سینمای فرانسه دریافت کرد.

## حرفه
آیریس بری از سال ۲۰۱۶ ستون نویس Inrocks و منتقد برنامه à La dispute، برنامه ای دربارهٔ فرهنگ فرانسه بوده‌است.
در سال ۲۰۱۶، او Sex and the Series را منتشر کرد که در آن به تشریح روابط جنسی زنانه در مجموعه‌های اخیر می‌پردازد. در سال ۲۰۱۷، او مجموعه‌ای با همین نام، Sex and the Series را راه‌اندازی کرد که در شبکه او سی اس قابل مشاهده است.
در سال ۲۰۱۷، او در کنفرانس TEDx ChampsÉlyséesWomen با عنوان چگونه بازی تاج و تخت چشمانم را باز کرد شرکت کرد.
از ژانویه ۲۰۲۰، او ستون نویس برنامه ارائه شده توسط Augustin Trapenard Le Cercle Séries، خواهر کوچک برنامه Le Cercle است که اولین برنامه تلویزیونی در فرانسه است که به شکل کامل به سریال‌ها اختصاص دارد.
در فوریه ۲۰۲۰، او دومین کتاب خود را منتشر کرد، نگاه زن، انقلابی بر روی پرده ، مقاله ای که نگاه غالب مردان در سینما را زیر سؤال می‌برد و به ما امکان می‌دهد میزان نامرئی بودن زنان را در سینما اندازه‌گیری کنیم. تاریخ سینما او رویکردی از نگاه زنانه را توسعه می‌دهد که به نگاه زنانه ترجمه می‌شود تا شیوه‌ای را که در آن تجربه زیسته زنانه در فیلم‌ها، از طریق فیلمنامه‌ها و صحنه‌پردازی نمایش داده می‌شود، زیر سؤال ببرد.
آیریس بری همچنین معلم است.
او عضو گروه ۵۰/۵۰ است که هدف آن ترویج برابری بین زنان و مردان و تنوع در سینما و هنرهای سمعی و بصری است.
در سال ۲۰۲۱، او زیر چشمان ما را منتشر می‌کند. مانیفست کوچکی برای انقلاب نگاه، کتابی برای نوجوانان که ایده‌های زنانه را در نظر می‌گیرد و متراکم می‌کند و توسط میریون مال به تصویر کشیده شده‌است.
در سال ۲۰۲۳، اواولین مینی سریال خود "Split" را کارگردانی می‌کند که این مجموعه از تلویزیون France TV Splash فرانسه پخش می‌شود.

## انتشارات
- Sex and the Series, ed. درخت زیتون (۲۰۱۸)
- نگاه زن، انقلابی روی پرده، اد. الولیویر (۲۰۲۰)
- سکس و سریال (مستند)، در کانال OCS
- زیر چشم ما مانیفست کوچک برای انقلاب نگاه (بیمار Mirion Malle)، نسخه‌های La Ville Brûle، ۲۰۲۱شابک ‎۹۷۸۲۳۶۰۱۲۱۳۷۳
- فرهنگ محارم، سئویل، به سرپرستی آیریس بری و ژولیت دروآر، ۲۰۲۲شابک ‎۹۷۸۲۰۲۱۵۰۲۰۵۳

## افتخارات
- جایزه برای مقاله فمینیستی Causette - جایزه هیئت داوران برای Le regard feminine